# Нилки (уезд)
Уезд Нилки (каз. نىلقى اۋدانى، Нылқы ауданы, уйг. نىلقا ناھىيسى‎, Nilqa Nahiyisi, кит. упр. 尼勒克县, пиньинь Nílèkè xiàn) — уезд в составе Или-Казахского автономного округа Синьцзян-Уйгурского автономного района КНР. Правление уезда размещается в посёлке Нилки.

## География
К северу от уезда расположены Боро-Тала-Монгольский автономный округ и округ Чугучак, на западе уезд граничит с уездом Кульджа, на юге — с уездами Токкузтара и Кюнес, на востоке — с Баянгол-Монгольским автономным округом.

## История
В 1884 году цинское правительство создало провинцию Синьцзян, и с 1888 года данная территория вошла в состав уезда Нинъюань. 5 января 1949 года из уезда Кульджа был выделен уезд Нилки. В 1953 году китайское написание названия уезда было изменено на 倪利克, но в 1954 году была возвращена прежняя транскрипция.

## Административное деление
Уезд Нилки делится на 1 посёлок, 9 волостей и 1 национальную волость.

## Экономика
В поселке Каласу расположен крупный центр по разведению лосося. Обработанный лосось, выращенный в бассейне реки Каш, экспортируется в другие регионы Китая, а также в Россию, Казахстан и Малайзию.